# Schönranke
Die Schönranke (Eccremocarpus scaber) ist eine Pflanzenart aus der Gattung Eccremocarpus innerhalb der Familie der Trompetenbaumgewächse (Bignoniaceae).

## Beschreibung

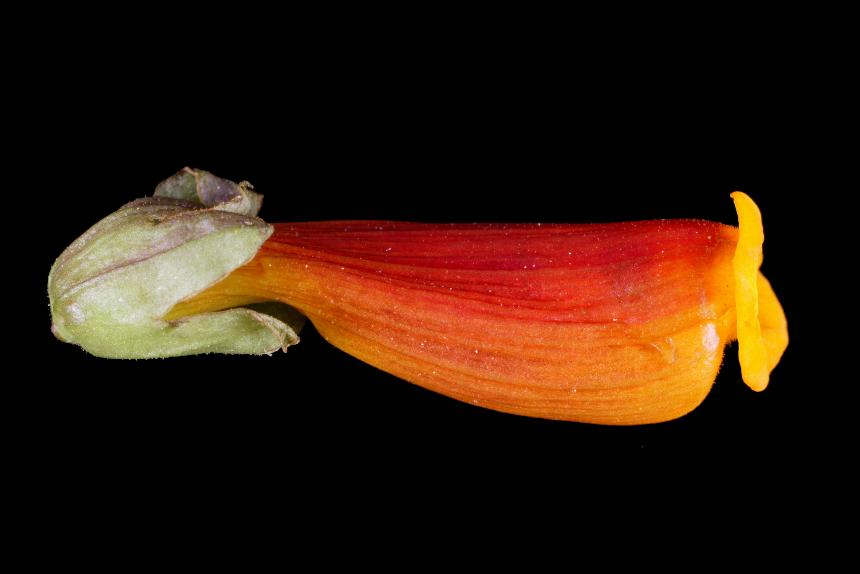
Blüte

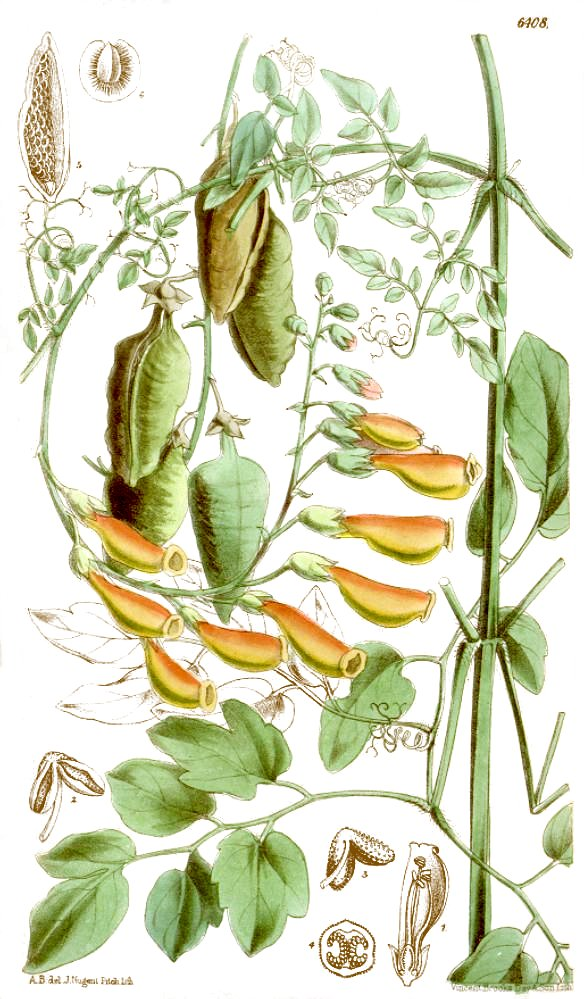
Illustration

### Vegetative Merkmale
Die Schönranke ist eine immergrüne Kletterpflanze, die Wuchshöhen von 1 bis 5 Meter erreicht. Die gegenständig angeordneten Laubblätter sind doppelt gefiedert und haben eine endständige Ranke. 

### Generative Merkmale
Die Blütezeit reicht von Juni bis Oktober. Die Blüte ist zygomorph mit doppelter Blütenhülle. Die orangeroten Kronblätter sind zu einer 2 bis 3 Zentimeter langen Kronröhre verwachsen, die auf der Unterseite bauchig ist und an der Basis verengt ist.
Die Samen besitzen breite, kreisförmige häutige Flügel.

## Vorkommen
Die Schönranke kommt im östlichen Peru, in Chile und im südwestlichen Argentinien in Gebüschen vor.

## Taxonomie
Die Erstbeschreibung von Eccremocarpus scaber erfolgte 1798 durch Hipólito Ruiz López und José Antonio Pavón y Jiménez in Systema Vegetabilium Florae Peruvianae et Chilensis, Band 1, Seite 157.

## Nutzung
Die Schönranke wird selten als Zierpflanze für Spaliere genutzt. Sie wird als einjährige Pflanze kultiviert. Die Schönranke ist seit spätestens 1824 in Kultur. Es gibt einige Sorten mit gelber, goldgelber, rosa oder roter Krone.

## Belege
- Eckehart J. Jäger, Friedrich Ebel, Peter Hanelt, Gerd K. Müller (Hrsg.): Rothmaler Exkursionsflora von Deutschland. Band 5: Krautige Zier- und Nutzpflanzen. Spektrum Akademischer Verlag, Berlin Heidelberg 2008, ISBN 978-3-8274-0918-8.